# Chrysoprasis morana
Chrysoprasis morana là một loài bọ cánh cứng trong họ Cerambycidae.